# Música escènica
La música escènica és una denominació força genèrica que abraça tot un conjunt de gèneres musicals que comparteixen el fet de ser música vocal, amb solistes i amb acompanyament instrumental, i de tipus narratiu; i que compta amb una escenificació o representació teatralitzada. Des d'un punt de vista diferent hom podria conceptualitzar la música escènica com una obra teatralitzada en la qual els personatges canten -ja sigui totalment o parcialment- sobre un acompanyament instrumental.
Tot i els vincles entre la música i el teatre a la Grècia clàssica, així com l'existència dels drames litúrgics medievals en què els personatges també interpretaven llurs rols cantant, hom considera que el primer gènere de la música escènica europea és l'òpera.
Són, igualment, gèneres de la música escènica l'opereta, la sarsuela, el musical i el singspiel.